# Blackberry Messenger
Blackberry Messenger (abgekürzt BBM) war ein Instant-Messaging-Dienst des kanadischen Unternehmens Blackberry, der 2022 eingestellt wurde. Seit 2019 bietet BlackBerry den neuen, Ende-zu-Ende verschlüsselten und kostenpflichtigen BlackBerry Messenger Enterprise (BBMe) an. Dieser ist auf allen gängigen Plattformen wie Google Android, Apple iOS/macOS, Windows (für PC und Notebook) sowie BlackBerry OS 10 verfügbar.

## Ursprung und Entwicklung
BBM wurde ursprünglich von Research In Motion (heute BlackBerry) für die Kommunikation zwischen Geräten der Marke Blackberry mit dem Blackberry OS entwickelt. Diese Software war auf allen Blackberry-Smartphones vorinstalliert. Im Oktober 2013 erschien der Dienst schließlich auch für Android- und iOS-Geräte. Eine Chat-Verbindung wurde über das geschlossene Blackberry-Netzwerk aufgebaut, auf das Drittanbieter keinen Zugriff hatten. Ab Version 6.0 können auch Applikationen von Drittanbietern die BBM-Infrastruktur nutzen, die Liste der unterstützten Anwendungen beinhaltet zum Beispiel Foursquare und die Huffington Post.
Am 15. Mai 2013 kündigte Blackberry an, BBM als App für Apple iOS und Android zu entwickeln und diese im Sommer 2013 zu veröffentlichen. Damit wollte man in Konkurrenz zu anderen plattformübergreifenden Instant-Messaging-Apps wie WhatsApp treten. Nach einer Verschiebung des Veröffentlichungstermins erschien die App am 22. Oktober 2013 und wurde in den ersten 24 Stunden nach Veröffentlichung über 10 Millionen Mal heruntergeladen.
Eine Version von BBM für Windows Phone wurde im Februar 2014 angekündigt und im Juli 2014 veröffentlicht. Zwei Jahre später, im Juni 2016, entfernte Blackberry seinen Messenger wieder aus dem Windows-Store, vermutlich aus Kostengründen.
Am 18. April 2019 wurde die Einstellung der Consumer-Version des ehemals marktdominierenden Dienstes zum 31. Mai bekanntgegeben. Lediglich die kostenpflichtige Enterprise-Version des Messengers, bei Nachrichten Ende-zu-Ende verschlüsselt sind, wird noch betrieben. Sie soll zu Werbezwecken zunächst für 12 Monate kostenfrei verfügbar sein. Ungeachtet dieser Maßnahme verlor der Messenger durch die Aufgabe der Consumer-Version ein Großteil der verbliebenen Nutzer.

## Funktionen
- Senden und Empfangen von Textmitteilungen unbegrenzter Länge
- Benachrichtigungen zu Übermittlungs- und Abruf/Lese-Status
- Versand von Dateien jeder Art (z. B. Bilder, Sprachmitteilungen, kurze Filme, Musik, PDF-Dateien usw.)
- Gruppen für Chats mit mehreren Benutzern und Funktionen für das Teilen von Bildern, Terminen und Listen
- Kommunikation in einem Spiel ohne Wechsel der Anwendung
- Anrufe über WLAN oder das Mobilfunknetz
- Videoanrufe über WLAN oder das Mobilfunknetz (nur möglich zwischen zwei Blackberry-Geräten, Stand Februar 2014)
- „Kanäle“ zum gleichzeitigen Versenden von Nachrichten, Bildern usw. an alle Abonnenten eines Kanals
- Bildschirm des Chatpartners sehen (nur möglich zwischen zwei Blackberry-Geräten, Stand Juli 2014)
- Ausführen von PayPal-Transaktionen zwischen den Chatpartnern[14]

## Kritik
Die Stiftung Warentest bewertete den Blackberry Messenger im Februar 2014 als „sehr kritisch“ im Hinblick auf den Datenschutz. Begründet wurde dies mit der Tatsache, dass die getesteten Android- und iOS-Versionen Nutzerdaten zum Teil unverschlüsselt übertrugen. Inwieweit die versendeten Nachrichten durch den Messenger verschlüsselt wurden, konnte nicht geklärt werden.
Die amerikanische Bürgerrechtsorganisation Electronic Frontier Foundation (EFF) listet den Dienst auf ihrer (mittlerweile von der EFF selbst als „gefährlich simplifizierend“ eingeschätzten) „Secure Messaging Scorecard“. Auf dieser Wertungsliste erhielt der Dienst nur einen von sieben Wertungspunkten, für die verschlüsselte Übertragung der Kommunikation (wobei eventuelle, unverschlüsselte Meta- und Nutzerdaten nicht berücksichtigt wurden). Bemängelt wurden u. a. das Fehlen von: Ende-zu-Ende-Verschlüsselung, Perfect Forward Secrecy, Identitätsüberprüfung der Gesprächspartner und (unabhängigen) Audits.